# 크로닉
《크로닉》(Chronic)은 2015년 공개된 영화이다.

## 출연

### 주연
- 팀 로스
- 사라 서덜랜드

### 조연
- 빗시 툴로치
- 로빈 바틀렛
- 마이클 크리스토퍼
- 데이빗 다스트말치안
- 클레어 반 더 붐
- 테이브 엘링턴
- 조 산토스
- 캐리 콜맨
- 안젤라 블록
- 마리베스 먼로
- 크리스토퍼 맥칸

## 기타
- 프로듀서: 미셸 프랑코
- 프로듀서: 지나 권
- 프로듀서: 가브리엘 립스테인
- 라인프로듀서: 크리스 스틴슨
- 배역: 수잔 숍메이커
- 배역: 매튜 레샐